# 844

## Esdeveniments

### Països Catalans
- Sunifred I de la Cerdanya esdevé duc de Gòtia després que una delegació de Carles el Calb li transferís el govern de gran part de la Septimània i de comtats catalans.
- Es firma la Capitular de Carles el Calb, que estableix les condicions jurídiques dels habitants del comtat de Barcelona, que guanyen exempcions fiscals i concessions de terrenys.

### Món
- Invasió normanda de Galícia.
- Traducció a l'àrab dels escrits de Plató.
- 23 de maig - Emirat ed Còrdova: Batalla de Clavijo. Enfrontament llegendari entre les tropes de Ramir I d'Astúries i les de Abd al-Rahman II, amb victòria final cristiana.[1]

## Naixements
- Abd-Al·lah ibn Muhàmmad ibn Abd-ar-Rahman, emir de Còrdova.

## Necrològiques
- A Rouen: Berà, primer comte de Barcelona.
- Bernat de Septimània, comte de Barcelona, Girona, Osona, duc de Septimània i Gòtia.